# Merlin Properties
Merlin Properties SOCIMI SA es una empresa con sede en España que se dedica al negocio de los fideicomisos de inversión inmobiliaria (Socimi) española fundada en 2014 por antiguos ejecutivos de Deutsche Bank. La empresa se centra en la adquisición, gestión y alquiler de inmuebles comerciales situados en la península ibérica, principalmente en España. Las actividades de la empresa se dividen en seis segmentos: Edificios de oficinas, que opera una cartera de oficinas; locales comerciales minoristas de categoría, arrendamiento de comercios minoristas; centros comerciales, gestión de grandes almacenes; logística, que opera almacenes de logística y centros de distribución; hoteles, mediante el arrendamiento de edificaciones hoteleras y Otros, que incluye el alquiler de propiedades inmobiliarias residenciales. 
La empresa controla diversas filiales, como Tree Inversiones Inmobiliarias SOCIMI SAU, MPEP - Properties Escritorios Portugal SA, Testa Inmuebles en Renta SOCIMI SA y Obraser SA.
Con el apoyo de fondos de inversión internacionales como BlackRock, Principal Financial Group, Marketfield e Invesco compró a BBVA más de 1000 oficinas. Posteriormente adquirió la división patrimonial de Sacyr (Testa) y Metrovacesa. Cotiza en el IBEX 35 desde 2015.

## Consejo de Administración
El Consejo de Administración de la empresa está formado por los siguientes miembros:
| Cargo                            | Nombre                           |
| -------------------------------- | -------------------------------- |
| Presidente - Consejero Dominical | Javier García-Carranza Benjumea  |
| Consejero Delegado - CEO         | Ismael Clemente                  |
| Consejero Ejecutivo - CCO        | Miguel Ollero                    |
| Consejero Independiente          | Donald Johnston                  |
| Consejera Independiente          | María Luisa Jordá                |
| Consejera Independiente          | Ana García Fau                   |
| Consejero Independiente          | Fernando Ortiz                   |
| Consejera Dominical              | Francisca Ortega Hernández-Agero |
| Consejera Independiente          | Pilar Cavero Mestre              |
| Consejero Independiente          | Juan María Aguirre Gonzalo       |
| Consejero Independiente          | Emilio Novela                    |
| Consejera Dominical              | Ana Former                       |
| Consejero Dominical              | Ignacio Gil-Casares              |
| Secretaria (No Consejera)        | Mónica Martín de Vidales         |
| Vicesecretario (No Consejero)    | Ildefonso Polo del Mármol        |

## Equipo gestor
El equipo gestor de Merlin Properties está formado por:
| Cargo                              | Nombre              |
| ---------------------------------- | ------------------- |
| Consejero Delegado / CEO           | Ismael Clemente     |
| Director General Corporativo / CCO | Miguel Ollero       |
| Director                           | Francisco Rivas     |
| Director                           | Luis Lázaro         |
| Director                           | Miguel Oñate        |
| Director                           | Fernando Ramírez    |
| Directora                          | Inés Arellano       |
| Director                           | Manuel García Casas |
| Director                           | Fernando Ferrero    |